# Incidente del Boeing 707 di Tampa Colombia del 1983
L'Incidente del Boeing 707 di Tampa Colombia ebbe luogo il 14 dicembre 1983, quando un aereo della TAMPA Colombia si schiantò dopo essere decollato dall'aeroporto Olaya Herrera di Medellín, in Colombia, per un volo tecnico, uccidendo tutte e tre le persone a bordo e altre 22 persone a terra.

## L'aereo
L'aereo coinvolto nell'incidente era un Boeing 707-373C con numero di serie 18707. Il volo inaugurale dell'aereo avvenne nel 1963 e fu consegnato alla World Airways lo stesso anno. Fu quindi operato da Britannia Airways e British Caledonian Airways come G-AYSI. Nel 1976 l'aereo fu noleggiato alla Singapore Airlines per due mesi. L'aereo è stato poi trasferito a International Air Leases, che lo noleggiò alla TAMPA Colombia nel 1980.

## L'incidente
La mattina del 14 dicembre 1983 l'aereo doveva operare un volo cargo da Medellín a Miami, ma durante il decollo il motore n. 4 (esterno destro) ingerì degli oggetti estranei. Il Boeing tornò a Medellín, dove i meccanici valutarono il danno. Decisero che l'aereo avrebbe effettuato un volo tecnico fino a Miami per le riparazioni. Il carico venne scaricato in preparazione per il volo.
Otto ore dopo l'aereo decollò con il motore n. 4 al minimo. Durante il secondo tentativo di decollo 3° motore (interno destro) si guastò. L'aereo virò a destra e si schiantò contro una fabbrica. Tutti e tre i piloti e 22 persone a terra persero la vita, mentre altre 15 persone a terra rimasero ferite.